# Fresnillo de las Dueñas
Fresnillo de las Dueñas es una localidad y municipio situado en la provincia de Burgos, comunidad autónoma de Castilla y León (España), comarca de La Ribera, partido judicial de Aranda de Duero, ayuntamiento del mismo nombre.

## Geografía
Integrado en la comarca de Ribera del Duero, se sitúa a 97 kilómetros de la capital provincial. El término municipal está atravesado por la autovía A-11 (Autovía del Duero) y por carretera nacional N-122, entre los pK 262 y 266. 
El relieve del municipio es bastante llano al encontrarse en el valle del río Duero. La altitud oscila entre los 896 metros al sur y los 800 metros a orillas del río. El pueblo se alza a 803 metros sobre el nivel del mar. 
| Noroeste: Aranda de Duero | Norte: Aranda de Duero | Noreste: Aranda de Duero y Vadocondes |
| Oeste: Fuentespina        |                        | Este: Vadocondes                      |
| Suroeste: Fuentespina     | Sur: Fuentelcésped     | Sureste: Vadocondes y Fuentelcésped   |

## Historia
Fresnillo de las Dueñas está situada al borde del río Duero y al límite con Aranda de Duero, aunque se tiene constancia de que en los primeros momentos del pueblo su emplazamiento estaba situado más al este, sin embargo los vecinos, por lo que fuera, se trasladaron junto a las dependencias de las monjas premotatenses, instalados en la Ribera por los monjes de La Vid. Por esta razón en el nombre del pueblo se incluye “de las Dueñas” en 1154. “Fresnillo” (el nombre) existía desde tiempo atrás, significa “Díctamo Blanco”. una planta rutácea de flores blancas que produce aceite.

### La aldea se hace villa
En el año 1447 (durante el reinado de Juan II), la aldea de Fresnillo de las Dueñas pasó a ser una villa a la orden del señor del monasterio de la Vid, que le dio el censo perpetuo en 1448. Finalmente se emancipa añadiéndose a la corona real en 1555.

### Milagro de San Pedro (leyenda)
San Pedro, natural de Bourges (Francia), nació a mediados del siglo XI d. C. Vino a España llegando a ser arcedino de la catedral de Toledo y obispo de Osma en sus últimos años. Cuando murió fue trasladado a la catedral de Osma. El santo consagró a la Iglesia, instruyó a los fieles e hizo todos los oficios de un verdadero pastor.  Una vez, a su paso por la villa del Fresno, era tanta la miseria que rodeaba a la gente del lugar, que al no haber sitio donde acoger al santo y sus acompañantes, estos tuvieron que proteger debajo de una encina, y con la sed que arrastraban el santo y sus compañeros de viaje, estos rezaron a Dios y de la misma encina que les protegía, brotó agua suficiente para abastecer a toda la expedición, y tanta agua sobró que los lugareños pudieron usarla para curar sus heridas. Este hecho se difundió por toda España afamando a la villa del Fresno, y dicho milagro fue grabado en la pared de la capilla de la catedral de Osma.

### Del XVII al XIX
Cuando la situación mejoró hasta el punto de ver necesaria la educación para los niños de la villa, trajeron un maestro al que sólo podían pagar unas 10 fanegas de trigo, y más tarde anualmente 2 cántaras de vino por niño.
Durante la invasión de Napoleón de la meseta castellana, su caballería accedió a Frenillo una noche de noviembre de 1808. Se obligó a los vecinos del pueblo a proporcionar cobijo a 3000 soldados franceses, aunque muchas de las personas que vivían en el pueblo decidieron huir de lo que lo que sería una muerte casi segura, en dirección a los montes cercanos, mientras los franceses destrozaban todas las pertenencias del pueblo y más en concreto su iglesia. Los soldados de Napoleón extorsionaban a los que habían capturado, vendiéndoles su propia vida a cambio de un puñado de dinero que, algunos vecinos, no tenían. Entonces estos soldados no dudaron en matar de forma muy salvaje a los vecinos del pueblo, que aparecieron en su mayoría clavados de las paredes de sus propias casas.

### Iglesia
La iglesia de Fresnillo de las Dueñas data de principios del siglo XVI, en primera instancia era de estilo románico, sin embargo, con el paso del tiempo se reformó aprovechando los pilares de la misma para adaptarla al estilo gótico, y se terminó en 1517, aunque fue mandada reformar de nuevo en 1579 por el obispado de Lié Ruíz Sánchez. En su retablo, que data del siguiente siglo, podemos encontrar cuatro imágenes de los evangelistas; San Juan, San Mateo, San Lucas y San Marcos. 

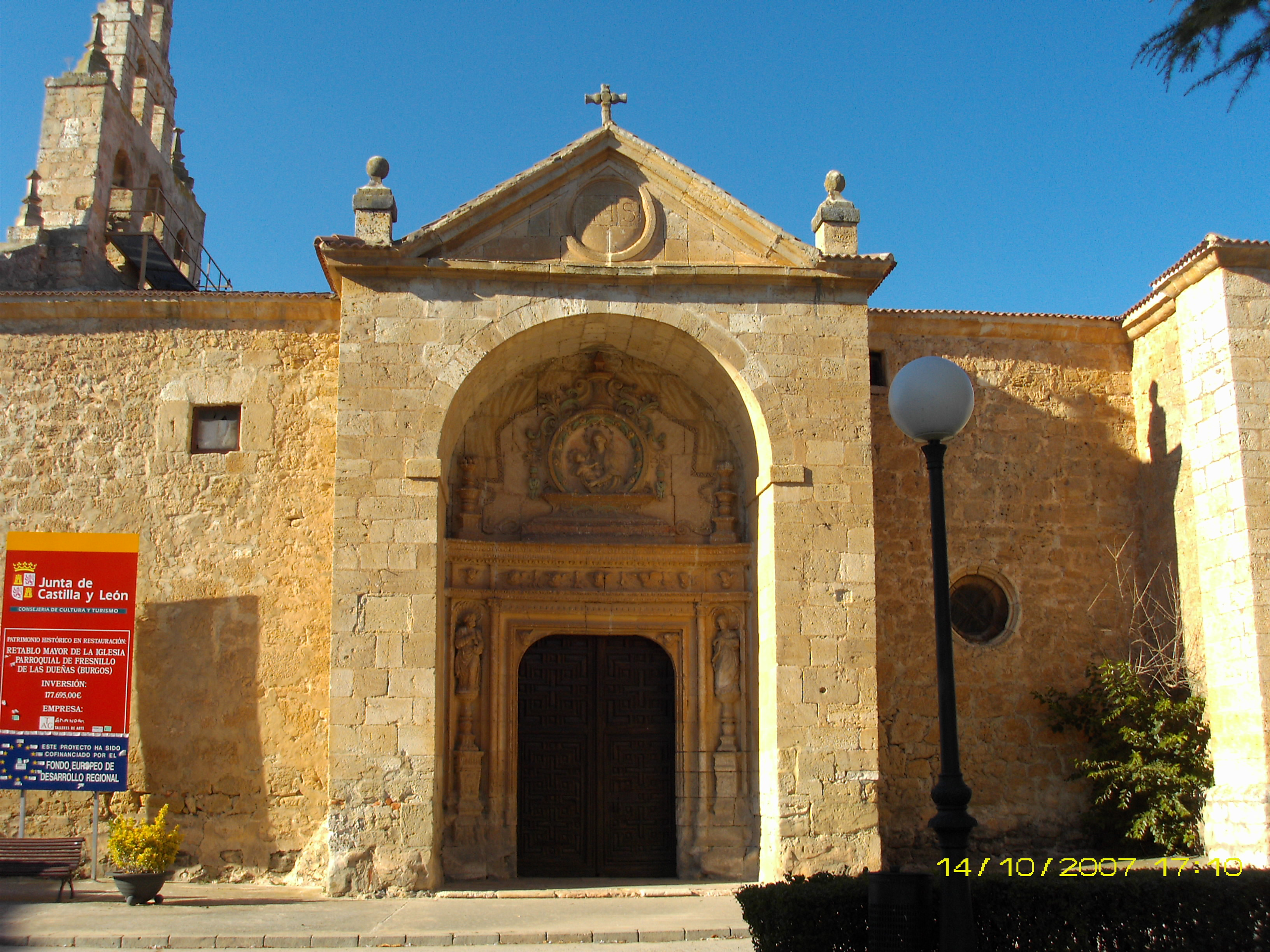
Esta foto muestra la fachada principal de la iglesia del pueblo Fresnillo de las Dueñas, provincia de Burgos, a 5 km de Aranda de Duero.

## Símbolos
El escudo heráldico representa al municipio fue aprobado oficialmente el 13 de noviembre de 1997 con el siguiente blasón:

«Escudo partido: Primero, en oro, árbol de sinople murido; en punta tres ondas de azur. Segundo, en gules, báculo abacial de oro y a sus costados dos hoces, puestas en palo, de lo mismo. Entado de plata con cepa y racimos a su color. Al timbre la corona real española.»
Boletín Oficial de Castilla y León nº 239 de 12 de diciembre de 1997

## Geografía
Ubicación
La localidad está situada a una altitud de 805 m s. n. m.
| Noroeste: Aranda de Duero | Norte: Aranda de Duero | Noreste: Aranda de Duero          |
| Oeste: Fuentespina        |                        | Este: Vadocondes                  |
| Suroeste: Fuentespina     | Sur: Fuentelcésped     | Sureste: Santa Cruz de la Salceda |

## Demografía
Fresnillo de las Dueñas cuenta con una población de 696 habitantes (INE 2024).
| Gráfica de evolución demográfica de Fresnillo de las Dueñas entre 1842 y 2021                                         |
| |
| Población de derecho según los censos de población del INE. Población de hecho según los censos de población del INE. |

## Economía

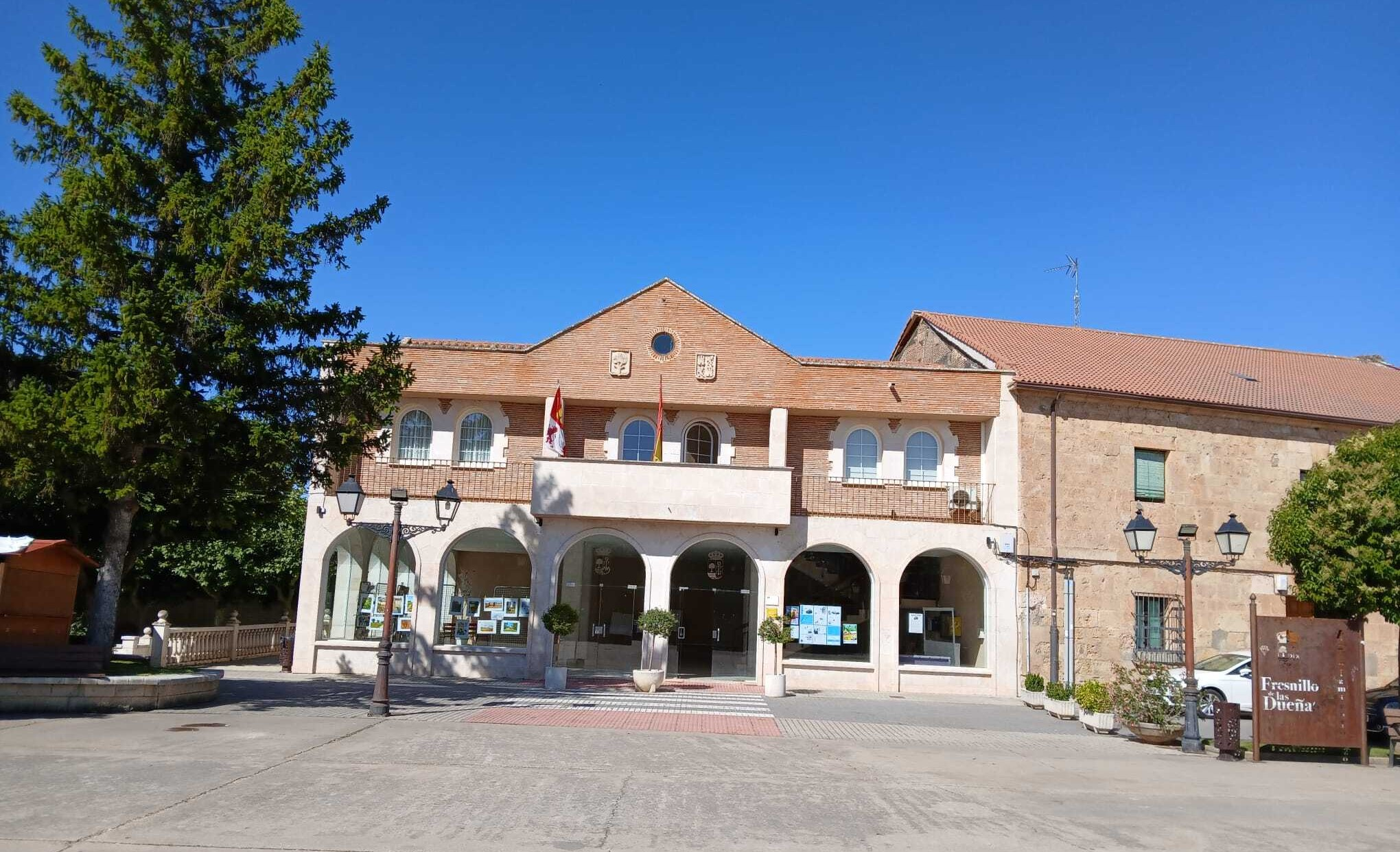
Casa consistorial

Gracias a su cercanía con Aranda de Duero (limítrofe al norte con esta localidad), mucha gente ha apostado en estos últimos años por vivir en Fresnillo de las Dueñas, por lo que el pueblo ha crecido por medio de nuevas urbanizaciones en los alrededores de este, sobre todo por los alrededores de la carretera que conecta al pueblo con Aranda de Duero. Fresnillo es un pueblo en auge, ya que el proyecto urbanístico de aumentar la demografía aún no se ha completado, y cada vez más familias viven en él. Este crecimiento ha producido que cada vez el ayuntamiento recaude más impuestos que hayan posibilitado asfaltar y mejorar la mayoría de las calles de la localidad, aparte de mejorar los equipamientos deportivos.

## Grajos célebres

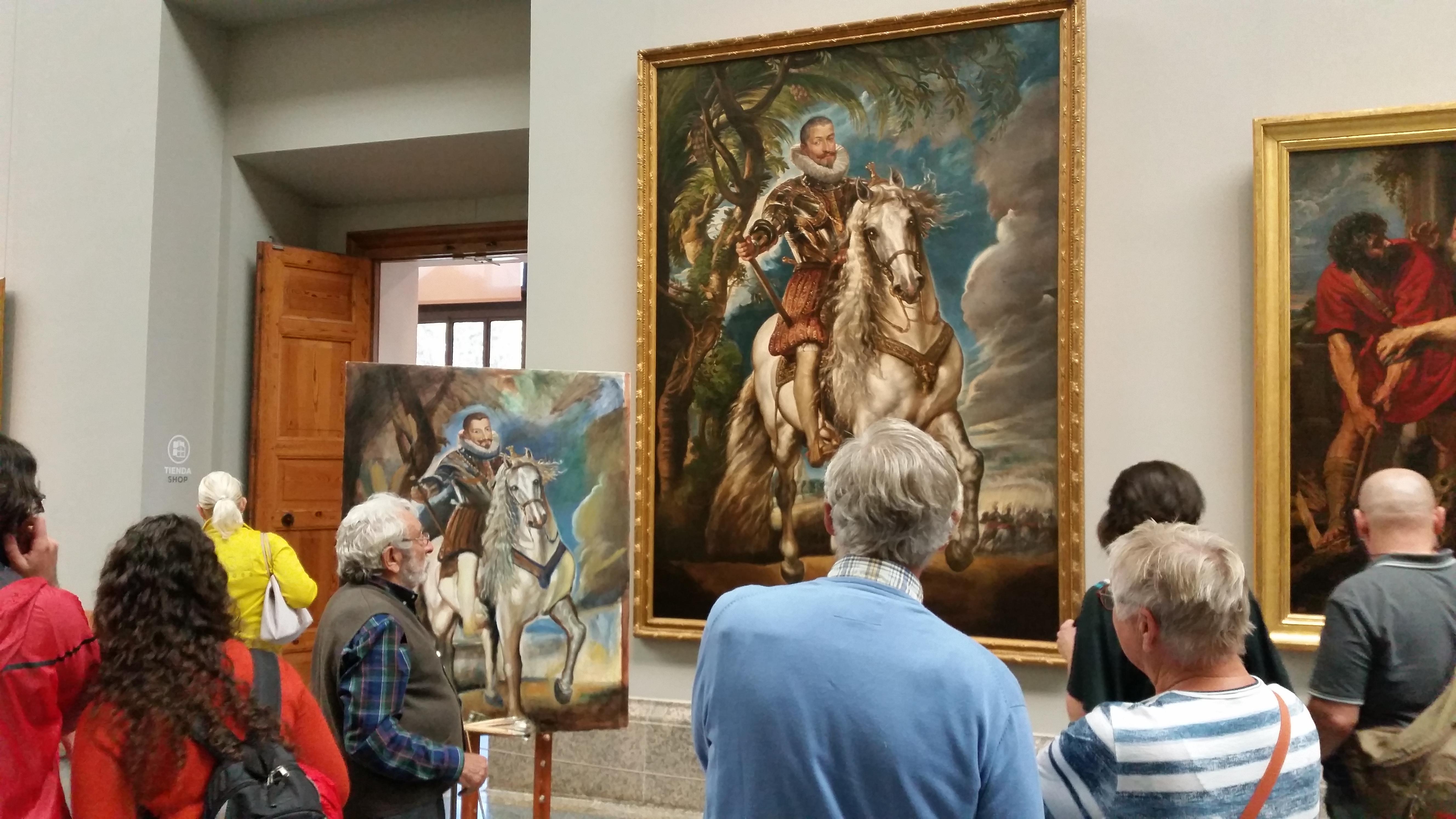
Ángel García de Diego, natural de Fresnillo de las Dueñas realizando una copia del Retrato ecuestre del duque de Lerma de Rubens, frente al original en el propio Museo del Prado.

- Ángel García de Diego, pintor y copista oficial en el Museo Nacional del Prado desde los años 80.[7][8]

## Deporte
Debido al crecimiento demográfico de los últimos años, en especial de la gente joven, el ayuntamiento ha apostado en invertir en ellos reformando, actualizando y añadiendo lugares específicos para realizar ciertos deportes, de esta manera, a día de hoy cuenta con un campo de fútbol sala, donde también se puede jugar al baloncesto ya que cuenta con canastas y otros deportes indoor, un gimnasio, un campo de frontenis, casi dos mesas de Ping-Pong, un campo de fútbol hierba, una pista de tenis, una pista de pádel y un camino con obstáculos preparados para deportes sobre ruedas en el camino que lleva a las bodegas.